# بلاتيكوتا
بلاتيكوتا أكاينا هو نوع من القشريات العشارية الأرجل من العصر الثلاثي منتشر في الإمارات العربية المتحدة . تعتبر أقدم أحفورة معروفة من الرتبة الفرعية أنومورا ، وهي وثيقة الصلة بـ إيوكارسينوس برايكورسور.

## علم الطبقات الأرضية
تم العثور على النمط الأصلي لـ بلاتيكوتا أكاينا في دولة الإمارات العربية المتحدة في شبه جزيرة مسندم - شبه الجزيرة التي تفصل الخليج الفارسي عن خليج عمان. من العصر البرمي إلى العصر الطباشيري ، كانت المنطقة قريبة من شاطئ بحر تيثيس ، الذي أنتج الصخور الرسوبية الكربونية . كانت الطبقات التي تحتوي على بلاتيكوتا جزءًا من تكوين غليلة من العصر النوري - الريتي . تحتوي هذه الصخور على شبكات واسعة من الجحور ، والعديد من الحفريات الأخرى، بما في ذلك المحاريات من عائلات Megalodontidae و Wallowaconchidae ، وذراعيات الأرجل ، وزنابق البحر ، والإسفنج ، والشعاب المرجانية .  عثر على العينة النموذجية (النوع النموذجي) في الموقع الواقع عند الإحداثيات الجغرافية 25°44′N 56°5′E / 25.733°N 56.083°E، وقد تم إيداعها في متحف التاريخ الطبيعي في مدينة جنيف بسويسرا.

## وصف
تتميز بلاتيكوتا بقص عريض مثلث الشكل، على عكس القص الضيق للغاية الموجود في Astacidea ( جراد البحر الحقيقي وجراد البحر في المياه العذبة) و Glypheoidea . يُرى شكل قصي مماثل في جراد البحر الشوكي وجراد البحر النعال ، وأيضًا في العديد من عائلات أنومورا ، بما في ذلك جراثيمايد وكيروستيليداي ( جراد البحر القرفصاء )، وأجليدايداي . على عكس الأنواع الأخرى من الأنوموران، فإن الصدفة أطول بكثير من عرضها. يشير نمط الأخاديد على الصدفة إلى وجود تقارب واضح مع Anomura. 

## علم التصنيف
تم تصنيف جنس البلاتيكوتا ضمن عائلته الخاصة، Platykottidae، التي تتواجد بجانب عائلة Eocarcinidae (التي تحتوي فقط على Eocarcinus) ضمن فوق العائلة Eocarcinoidea. كان يُعتقد في السابق أن Eocarcinus هو أقدم سرطان حقيقي، لكن يُعتقد الآن، مثل البلاتيكوتا، أنه يظهر تحولًا غير كافٍ نحو الشكل القشري ليعتبر سرطانًا حقيقيًا، ولذلك تم تصنيفه بدلاً من ذلك ضمن رتبة أنومورا (Anomura).. 